# 破壊的技術

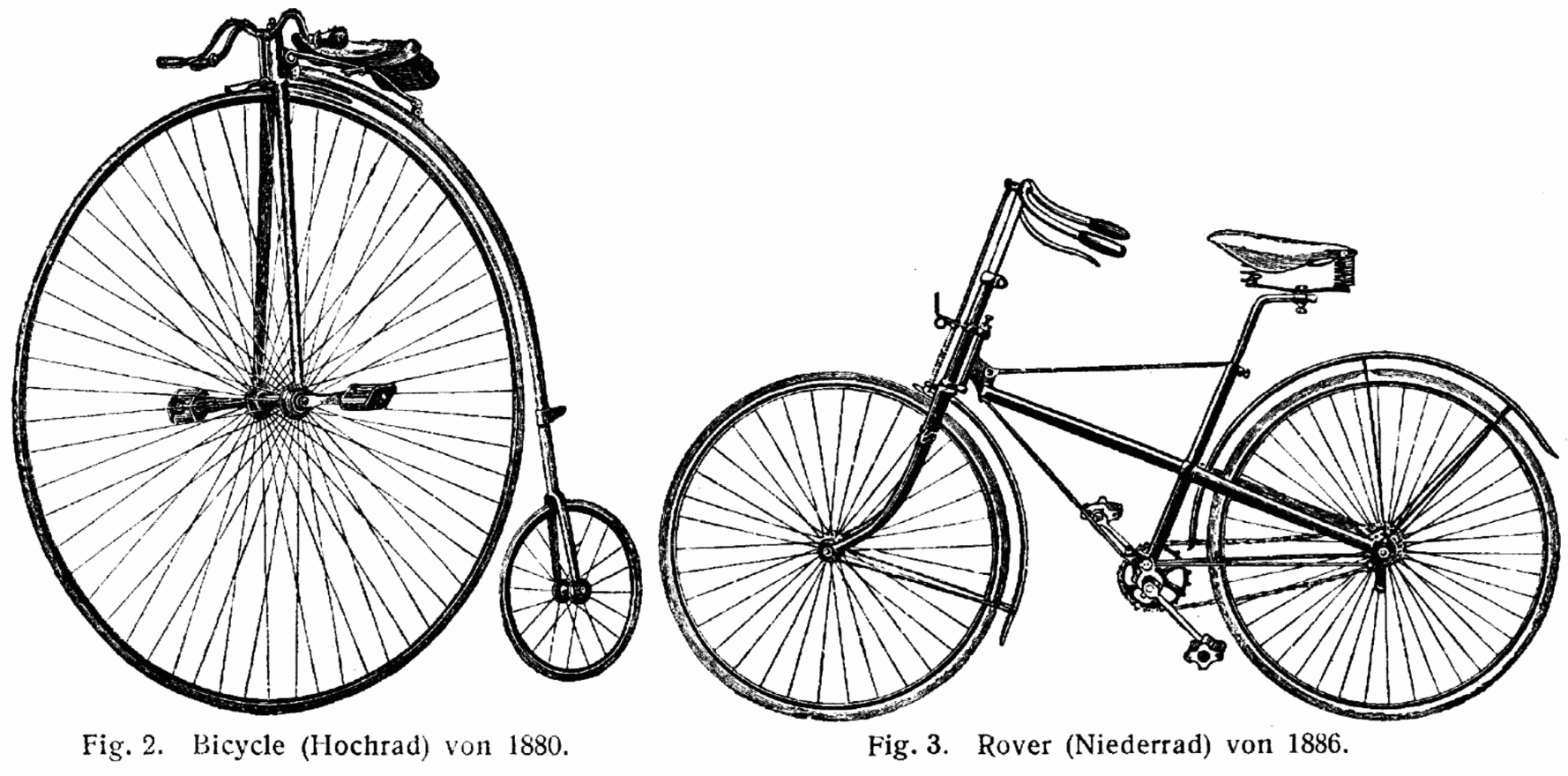
1885年に発売されたローバー社の安全型自転車（右）は、当時最も一般的な型（「オーディナリー型」）の自転車だったペニー・ファージング型自転車（左）よりも安全だが、遅くて乗り心地が悪かった。しかし、ダンロップがゴム製タイヤを発明する（1888年）など、改良に次ぐ改良で、安全型自転車が早くて快適に走れるようになると、ペニー・ファージング型自転車の市場を破壊してしまった

破壊的技術（はかいてきぎじゅつ、英: disruptive technology）は主要市場のメイン顧客が評価してきた性能を低下させながら別の価値基準下での性能を高める新技術である。

## 概要
破壊的技術とは、従来の価値基準の下では従来製品よりも性能を低下させるが、新しい異なる価値基準のもとでいくつかの優れた特長を持つ新技術のことである。いくつかの優れた特長は低価格・シンプル・使い勝手のよさなどであることが多い。
破壊的技術という概念は1995年にクレイトン・クリステンセンらが提案した。持続的技術と対比される。破壊的技術がもたらす変化を破壊的イノベーション、破壊的革新という。2023年には、人工知能、モノのインターネット、ブロックチェーン、5Gネットワーク、3Dプリンティングが、現時点での破壊的技術のトップ5であるとする体系的な見解が発表されている。
破壊的技術は優れた特長を有しながらも従来の価値基準では性能的に劣るので、当初は主流市場において地位を得られない。かわりに破壊的技術の優れた特長を高く評価する、小規模で新しい市場を創出することになる。
その後、従来製品が持続的技術により着実な性能向上を果たすのと同様に、破壊的製品も持続的技術により従来指標の性能をも進化させていく。どちらの製品も着実に性能向上するため、従来指標での性能はあくまで従来製品に分がある。
ある種の技術では性能向上速度が需要向上速度を追い抜いている。この場合、いずれ「性能が顧客の需要を超える」すなわち性能向上による付加価値が飽和するタイミングが訪れる。メイン顧客にとって更なる性能向上には恩恵がなく、2つ以上の製品がこの基準を満たすとこの機能/性能指標は差別化点から同質化点へと転換する（選ぶ理由から必要条件への転換）。単なる同質化でなく付加価値が飽和した上での同質化であるため、この性能指標はメイン顧客にとってもう必要十分となっている。
破壊的製品がこの段階を迎えるとメイン市場の競争環境は激変する。なぜなら同質化により主要市場の価値基準（差別化点）が他の指標へ移り変わるからである。そして破壊的製品は他の優れた性能を他市場で磨いてきており、これが主要市場の新しい価値基準下で大いに評価され、破壊的製品は従来製品を代替することになる。
従来製品で戦い続ける場合、メイン顧客を破壊的製品へ譲り、メイン顧客以上にその性能を求める市場へ進むことになる。このような高付加価値市場はニッチである一方、高利益率であるケースが多い。
このような遷移を辿るため、企業経営において破壊的技術への投資は重要である。しかし優良企業こそこの投資をシステマチックに避けてしまう傾向がある。このメカニズムはイノベーションのジレンマとして知られる。

## 持続的技術
持続的技術（じぞくてきぎじゅつ、英: sustaining technology）は主要市場のメイン顧客が評価してきた性能指標に従って性能を高める新技術である。言い換えれば、従来の価値基準のもとで性能を改善するタイプの新技術である。
持続的技術には性能 +1% の部品変更のような漸進的変化から、性能 x2 のアーキテクチャ変更のような抜本的変化まで、様々なレベルがある（表参照）。どのレベルであっても明確化された既存性能指標の向上を目指して開発・導入される。
| 分野             | 性能指標          | レベル         | 技術（新 → 旧）                                    |
| ---------------- | ----------------- | -------------- | -------------------------------------------------- |
| ディスクドライブ | 記録密度 [MB/cm2] | アーキテクチャ | ディスクパック → ウィンチェスタードライブ          |
| ディスクドライブ | 記録密度 [MB/cm2] | 材質           | フェライトヘッド → 薄膜ヘッド → 磁気抵抗ヘッド     |
| ディスクドライブ | 記録密度 [MB/cm2] | 部品           | フェライトヘッド微細成形/巻き付け改良/バリウム添加 |

持続的技術がもたらす変化を、持続的イノベーションという。

## 破壊的技術と優良企業の凋落
ある時期に市場をリードする優良企業が新技術への対応に失敗して地位を失う現象はイノベーション研究のテーマの一つである。例えばHenderson & Clark(1990)は、企業の組織構造は部品（モジュール）レベルの製品開発に特化されているがゆえに、製品アーキテクチャの変化をもたらすような新技術へは対応しづらくなると論じている。 
だが、クリステンセンは、ハードディスクドライブ業界などにおいては、アーキテクチャの変化をもたらすような複雑な技術変化に問題なく対応できた優良企業であっても技術的には単純な新技術の対応に失敗して凋落する現象を観察した。優れた経営を行う企業がしばしば新技術への対応に失敗して凋落する理由として、クリステンセンは優れた経営を行っているがゆえに破壊的技術への投資が正当化されないからであると考えた。ここでいう優れた経営とは、顧客の声をよく聞き、それに丁寧にこたえることを指す。この優れた経営の推進が破壊的技術に対応する際には企業をジレンマに（イノベーションのジレンマ）陥らせるとクリステンセンは論じた。
なぜなら、以下のような理由があるからである。
- 企業は収益を高め顧客と投資家を満足させなければならないため収益性の低い案件には投資しにくい。破壊的技術はその初期の段階では新しく小規模な顧客しか得られないうえに、従来の価値基準では性能的に劣るために投資を正当化しづらい。また、「顧客の声をよく聞く」という主要顧客を対象とした調査方法では新たな顧客の需要をつかむことも難しい。
- 従来技術に対して最適化された組織の能力が状況が変化した際に足かせになってしまう。特に、インプットをアウトプットに変える組織的プロセスや投資案件の優先順位をつける際の価値基準は状況の変化に応じて容易に変えることはできない。

## 代表例

### 製品
iPhone（Apple）
携帯電話が高度に進化したことによって、既存の市場・製品のあり方に大きな影響を与えた。電話だけでなく、カメラ、音楽プレーヤー、パソコン、カーナビ、紙媒体などがその代表例として論じられる。
2007年6月にクリステンセンが立てた「iPhoneは破壊的イノベーションではなく成功しない」という推論は、同氏の予想のなかで最も恥ずかしいものとされる。

### ビジネスモデル
Uber（Uber）
モバイルアプリを活用してドライバーとの契約に基づく情報サービスを提供することにより、既存のタクシー業に大きな影響を及ぼしたとされる。
動画配信
ネット配信技術によって、テレビ業界やレンタルビデオのシェアが奪われた。

## 訳について
「破壊的」は"disruptive"の訳である。disruptiveの動詞形disruptには「破壊する」という意味のほか、「秩序を乱す」「混乱をもたらす」などといった意味がある。そのため、「破壊」という訳では誤解を招きかねないとする意見も存在する。

## その他破壊的イノベーションの例
| 破壊的技術                      | 陳腐化した技術                           | ノート |
| ------------------------------- | ---------------------------------------- | --- |
| 蒸気機関、内燃機関              | 動力としての馬や人間                     | それぞれの開発には世紀を要したが、以前よりも大規模な生産活動を可能ならしめた。動力としての動物や人力を駆逐した。 |
| 自動車                          | 輸送のための馬                           | 初期の道路は自動車ではなく馬のために設計されていたが、自動車がもたらす信頼性とスピードの便益は大きく、多数の政治的・技術的な障壁が存在したにも拘らず道路網は自動車用に再設計された。 |
| 油圧ショベル                    | ケーブルによって作動する掘削機           | 露天掘炭鉱などで使われる超大型機ではケーブル式が主流である。 |
| ミニ製鉄所                      | 統合化された製鉄所                       | 主として地域的に利用可能なスクラップと電源を使う電炉などによって、小規模だが費用対効果の高い製鉄所が実現された。 |
| オフィスコンピュータ            | メインフレーム                           | メインフレームはオフィスコンピューターによってニッチ市場へと追いやられ、小規模な市場で現在まで生き残っている。なお、オフィスコンピュータはやがてパーソナルコンピュータという破壊的技術によって陳腐化された。 |
| コンテナ船と 海上コンテナ       | 貨物船                                   | 荷物を貨物船に積み下ろしするのには大変な労力を要した。だが、コンテナに荷物を入れてそれを機械で船に積み下ろしすることで効率化を実現した。陸揚げしたコンテナはそのまま鉄道やトラックで運ぶことが可能であり（インターモーダル輸送）、他システムとの親和性も高かった。また、盗難の危険性を低下させることにも成功した。 |
| DTP                             | 出版                                     | 初期のデスクトップ・パブリッシングシステムは機能や品質でハイエンドのプロフェッショナルシステムに劣っていた。しかしながら、DTPは出版業へ参入するコストを下げることに貢献した。DTPの市場規模は次第に拡大し、やがてDTPは従来のプロフェッショナルシステムを機能的に追い越すようになった。 |
| デジタルカメラ                  | 銀塩カメラ、写真フィルム                 | 初期のデジタルカメラの画質と解像度は悪く、シャッター遅れも長いなど銀塩カメラと比較して機能的に大きく劣っていた。だが、他のデジタル機器との接続性が高かったため（ケーブル1本でコンピュータと接続することができた）、小規模ながら市場を得ることに成功した。その後の技術開発により画質や解像度は劇的に上昇し、シャッター遅れも改善された。また、SDカードのような小さな記憶装置に何千枚もの写真も保存できるようになった。デジタルカメラは銀塩カメラと写真フィルムの市場を破壊した。 |
| パーソナルコンピュータ          | オフィスコンピュータ、ワークステーション | オフィスコンピュータはパーソナルコンピュータによって完全に駆逐された。ワークステーション市場は未だに存在するが、パーソナルコンピュータの高性能化にともない差別化の程度は弱まっている。 |
| 半導体                          | 真空管                                   | 半導体で構成された電子システムは真空管で構成された電子システムに比べて、より小さく、必要なエネルギーも少ない。 |
| 蒸気船                          | 帆船                                     | [ 21 ] |
| ディーゼル船、ガスタービン船    | 蒸気船                                   | 蒸気（タービン）船は、原子力艦、LNGタンカー等の少数派となった。 |
| 電話、FAX、（広義の）電子メール | 電報                                     | |
| （広義の）電子メール            | FAX                                      | |
| 携帯電話                        | 固定電話                                 | |